# Зеленчук
Зеленчуците са голяма група храни, включваща различни части от ядивни растения, с изключение на сладките плодове, зърнено-житните и зърнено-бобовите храни и ядките. Разграничението между зеленчуците и някои други храни, най-вече плодовете, невинаги е отчетливо и често се основава на кулинарната и културна традиция. Така към зеленчуците най-често се отнасят листа, стъбла или корени на определени растения, но също и плодове с по-ниско захарно съдържание, като доматите, или семена, като зеления фасул.
Първоначално зеленчуците са събирани от праисторическите хора от диворастящи растения, като началото на тяхното култивиране в някои части на света е между X и VIII хилядолетие пр. Хр. Първите зеленчукови култури са характерни за съответната област растения, но с времето се пренасят и видове от отдалечени части на света. Днес повечето зеленчукови култури се отглеждат навсякъде по света, където климатичните условия позволяват това, а понякога в защитена среда и в по-неподходящи райони. Китай е най-големият производител на зеленчуци в света, а международната търговия дава възможност на потребителите да купуват зеленчуци, отглеждани в отдалечени части на света. Мащабът на отглеждане на зеленчуковите култури варира в широки граници от производство за лична употреба до големи предприятия с обширни монокултурни насаждения. В зависимост от вида на зеленчука, събирането на реколтата може да бъде последвано от оценяване, сортиране, обработка и предаване на продукта към търговската мрежа.
Някои зеленчуци се консумират сурови, а други задължително трябва да претърпят термична обработка, обикновено варене. Обикновено зеленчуците се влагат в основни ястия и супи, а много рядко и в сладки ястия. Те играят важна роля в храненето на хората, като обикновено имат ниско съдържание на мазнини и въглехидрати, а високо на витамини, минерали и баластни вещества.

## Дефиниция
Понятието „зеленчук“ няма точна общоприета дефиниция и обхватът му може да се различава в зависимост от контекста. В най-широк смисъл зеленчуци са всички храни от растителен произход. По-точно определение е: „всяка част от растение, консумирана като храна, която не е плод или семе, но включвайки зрелите плодове, които са част от основни ястия“. Извън тези дефиниции остават ядивните гъби и водорасли, които, макар и да не са растения, често се разглеждат в кулинарията като зеленчуци.
В посоченото определение на „зеленчук“ недобре изяснено остава разграничението между зеленчуците и плодовете. Понятието „плод“ има конкретно значение в ботаниката – част от растението, която се развива от завръзите на покритосеменните растения. Тази дефиниция се различава от разговорното значение на думата – докато прасковите, сливите или портокалите са плодове и в двата смисъла, много ботанически плодове, като патладжани, чушки или домати разговорно се определят не като плодове, а като зеленчуци. Разговорната интерпретация е възприета и в нормативни документи, като Митническата тарифа. Тази група зеленчуци се нарича плодови зеленчуци.

## История
Преди появата на земеделието хората са ловци-събирачи – те събират ядивни плодове, ядки, стъбла, листа, корени и грудки, търсят мъртви животни и ловуват живи, за да се изхранват. Смята се, че началото на земеделието е горското събирачество в разчистени участъци на екваториалните гори – полезните растения са идентифицирани и растежът им се насърчава, като в същото време нежеланите видове се премахват. Тези практики са последвани от отглеждането на растения чрез селекция на сортове с желани характеристики, като едрите плодове или бързия растеж.
Макар най-ранните свидетелства за опитомяване на треви като пшеницата и ечемика да са открити в Плодородния полумесец, вероятно земеделието възниква независимо в различни части на света в периода от X до VIII хилядолетие пр. Хр.
В продължение на хилядолетия ниската производителност на селското стопанство ограничава разнообразието на храните за основната част от населението, което рядко има достъп до месо и обикновено се храни с някаква основна храна, направена от ориз, ръж, ечемик, пшеница, просо или царевица. Добавянето на зеленчуци е важно за разнообразяването на такава диета.
Един от основните центрове на ранното зеленчукопроизводство е районът на Месопотамия и Древен Египет. Тук е и центърът на зърнопроизводството в древната човешка история. Богатите влажни почви и възможностите за напояване от водите на Нил, Тигър и Ефрат са позволили лесното отглеждане на няколко реколти от разнообразни зеленчуци. Съществуват сведения, че шумерите са отглеждали лук, репички, боб и маруля.
Диетата на древните египтяни е базирана на хляба, често замърсен с пясък, който поврежда зъбите им. Месото е рядкост, но рибата е по-обичайна. Тези храни се допълват с различни зеленчуци, като тиквички, зелен фасул, лук, праз, чесън, репички и марули. Херодот описва как в Египет се отглеждат разнообразни зеленчукови култури като лук, чесън, репички, кориандър, зеле, бакла. При проучване на пирамидите са открити древни счетоводни документи, които описват количествата зеленчуци, с които са изхранвани строителите на гигантските каменни строежи. Основният консумиран зеленчук е бил лукът. Лукът и чесънът са били широко застъпени като ценни дарове за египетските божества. Семена от бакла са откривани в гробници на управители от петата египетска династия. В медицината бобът е използван като целебно средство при запек, болен език и проблеми с пикочнополовата система при мъжете. Листата от маруля са давани като дарове на божеството Мин, а консумацията им е служила като афродизиак и средство за повишаване на плодородието. Лещата, нахутът, лупината и грахът са зеленчукови растения, също добре познати на египтяните. Съществуват сведения, че семената от леща са служили и като платежно средство при търговията с дървен материал.
Поради това, че историята на евреите е тясно свързана с тази на Египет, градинарството и производство на различни зеленчукови култури е възприето и от тях. Библията например съобщава, че евреите са познавали краставиците, а по време на пасхалните празници са консумирали хрян. В нея е описано и състоянието на градинарството в предбиблейско и библейско време. В книга Битие се посочва: „Тогава Иаков даде на Исава хляб и гозба от леща“,[Битие 25:34] а в Числа роптаещите против Моисей казват: „помним рибата, която ядохме даром в Египет, краставиците, и пъпешите, и лука, и праза, и чесъна“.[Числа 11:5]
В древен Китай оризът е основна храна на юг, а на север – пшеницата, от която се приготвят кнедли, юфка и палачинки. Те обикновено се гарнират със зеленчуци, като ямс, репички, зелен лук и чесън.
Основа на древногръцката диета е хлябът, допълван със сирене, маслини, смокини, риба и понякога месо. Сред отглежданите зеленчуци са лукът, чесънът, зелето. В Древен Рим често се яде гъста каша от лимец или бобови, съчетана с листни зеленчуци, но рядко с месо, а рибата не е ценена високо. Римляните отглеждат бобови, лук и репички и ядат листата на цвеклото, а не грудките му. Публий Вергилий сочи, че чесънът е смятан за свещена храна. Употребявал се при клетва. Краставиците били любимото ядене на император Тиберий, а неговите градинари били принуждавани да ги отглеждат като добиват реколта рано напролет. Зелето е служило за храна на франките и номадите и е пренесено от запад на изток. Сред северните славянски племена, особено в Русия, сред най-известните зеленчуци са ряпата и червеното цвекло.
Друг център на култивиране на зеленчукови култури е в района на Централна и Южна Америка. Основната храна за ацтеките в Централна Америка е царевицата, но те отглеждат домати, авокадо, боб, пипер, тикви, фъстъци и щир, за да гарнират царевичната тортиля и каша. Инките в Перу се изхранват главно с царевица в низините и с картофи на високите плата, но допълват диетата си с пипер, домати и авокадо. Макар че се използват като основна храна, картофите също се класифицират като зеленчук. Известни са 4049 сорта картофи, като съвременните потомци на инките днес използват за ядене 2301 сорта. Вероятно картофите са култивирани в района на днешно Перу преди около 8 хил. години. Сладкият картоф (батат) е възникнал преди около 5 хил. години в резултат на кръстосване на няколко сорта картофи.
Натуралното земеделие съществува и в наши дни, главно в селските райони в развиващите се страни, като основната част от продукцията се използва от самите производители.

## Класификация
Зеленчуците се класифицират към различни групи от ботаническата таксономия, като тази класификация е от значение за тяхното отглеждане, тъй като до голяма степен е свързана и с класифицирането на болестите и неприятелите по зеленчуковите култури. По отношение на цикъла на развитие зеленчуците се делят на едногодишни, двугодишни и многогодишни.
Друга основна класификация на зеленчуците е стопанската – според продуктивната им част. Според продуктивните им органи зеленчуковите култури се групират като:
- Плодови зеленчуци
- Пъпкови зеленчуци
- Листни зеленчуци
- Листно-стъблени зеленчуци
- Луковични зеленчуци
- Кореноплодни зеленчуци
- Клубеноплодни зеленчуци

| Някои често използвани зеленчуци | Някои често използвани зеленчуци | Някои често използвани зеленчуци       | Някои често използвани зеленчуци | Някои често използвани зеленчуци                                                                             | Някои често използвани зеленчуци             |
| Снимка                           | Вид                              | Използвани части                       | Произход                         | Култивари | Световно производство (милиони тонове, 2012) |
| -------------------------------- | -------------------------------- | -------------------------------------- | -------------------------------- | --- | -------------------------------------------- |
|                                  | Brassica oleracea                | листа, пъпки, стъбло                   | Европа                           | зеле, брюкселско зеле, карфиол, броколи, кейл, алабаш, червено зеле, савойско зеле, китайски броколи, колард | 70,1                                         |
|                                  | Brassica rapa                    | корен, листа                           | Азия                             | ряпа, китайско зеле, напа, бок чой                                                                           |                                              |
|                                  | Raphanus sativus                 | корен, листа, шушулки, семена, кълнове | Югоизточна Азия                  | репичка, дайкон                                                                                              |                                              |
|                                  | Daucus carota                    | корен, листа, стъбла                   | Иран                             | морков | 36,9                                         |
|                                  | Pastinaca sativa                 | корен                                  | Евразия                          | пащърнак |                                              |
|                                  | Beta vulgaris                    | корен, листа                           | Европа и Близкия Изток           | кръмно цвекло, червено цвекло, див спанак, манголд, захарно цвекло                                           |                                              |
|                                  | Lactuca sativa                   | листа, стъбла, семена                  | Египет                           | маруля, китайска маруля                                                                                      | 24,9                                         |
|                                  | Phaseolus vulgaris               | шушулки                                | Централна и Южна Америка         | зелен фасул                                                                                                  |                                              |
|                                  | Vicia faba                       | шушулки, семена                        | Средиземноморие                  | бакла |                                              |
|                                  | Pisum sativum                    | шушулки, семена, кълнове               | Средиземноморие                  | грах | 28,9                                         |
|                                  | Solanum tuberosum                | клубени                                | Южна Америка                     | картоф | 365,4                                        |
|                                  | Solanum melongena                | плодове                                | Южна и Източна Азия              | патладжан | 48,4                                         |
|                                  | Solanum lycopersicum             | плодове                                | Южна Америка                     | домат | 161,8                                        |
|                                  | Cucumis sativus                  | плодове                                | Южна Азия                        | краставица                                                                                                   | 65,1                                         |
|                                  | Cucurbita spp.                   | плодове, цветове                       | Централна Америка                | тиква, тиквичка                                                                                              | 24,6                                         |
|                                  | Allium cepa                      | луковици, листа                        | Азия                             | кромид, зелен лук                                                                                            | 87,2                                         |
|                                  | Allium sativum                   | луковици                               | Азия                             | чесън | 24,8                                         |
|                                  | Allium ampeloprasum              | листа                                  | Европа и Близкия Изток           | праз, слонски чесън                                                                                          | 21,7                                         |
|                                  | Capsicum annuum                  | плодове                                | Америка                          | пипер |                                              |
|                                  | Spinacia oleracea                | листа                                  | Централна и Югозападна Азия      | спанак | 21,7                                         |
|                                  | Dioscorea spp.                   | клубени                                | Африка                           | ямс | 59,5                                         |
|                                  | Ipomoea batatas                  | клубени, листа                         | Central and South America        | сладък картоф                                                                                                | 108,0                                        |
|                                  | Manihot esculenta                | клубени                                | Южна Америка                     | маниока | 269,1                                        |

1. ↑  Включва моркови и ряпа.

## Хранене и здраве
Зеленчуците играят важна роля в храненето на хората, но са много разнородна група храни с различни хранителни свойства. Извън някои кореноплодни и клубеноплодни зеленчуци, като картофите, които имат високо съдържание на нишесте, повечето зеленчуци съдържат малко калории, но са обемисти и засищащи. Някои зеленчуци съдържат използваеми количества протеини, но повечето съдържат малки количества мазнини, като основната им енергийна стойност идва от въглехидратите. Зеленчуците снабдяват организма с хранителни влакна и са основен източник на необходими витамини, минерали и микроелементи, като особено важни са антиоксидантните витамини A, C и E, но съдържанието на тези компоненти варира в широки граници между различните видове зеленчуци.
При включване в диетата на зеленчуци се наблюдава намаление на случаите на рак, инсулт, сърдечно-съдови и други хронични заболявания. Според някои изследвания, в сравнение с хората, които ядат по-малко от три порции плодове и зеленчуци дневно, тези, които ядат повече от пет порции имат около 20% по-нисък риск от сърдечно-съдови болести и инсулт. Зеленчуците регулират дейността на храносмилателната и нервната система и на жлезите с вътрешна секреция. Системното им консумиране повишава жизнеността и трудоспособността на човека, а съдържащите се в някои от тях фитонциди лекуват редица болести с бактерицидните си свойства.
Зеленчуците могат да съдържат токсини и антинутриенти (вещества, възпрепястващи усвояването на хранителните вещества). Сред тях са α-соланин, α-хаконин, ензимни инхибитори (холинестераза, протеаза, амилаза и други), цианид и негови прекурсори, оксалова киселина, танин и други. Тези токсини са естествени защитни средства на растенията срещу различни вредители. Така някои бобови съдържат фитохемаглутинин, маниоката – цианогенни гликозиди, а зелените картофи – гликоалкалоиди. Тези вещества обикновено могат да се неутрализират чрез подходящо готвене на храната.
Проучване в Съединените щати показва, че плодовете и зеленчуците, особено листните зеленчуци, са свързани с около половината стомашно-чревни инфекции от норовируси. Тези храни често се консумират сурови и могат да бъдат заразени при приготвянето им. Хигиената е особено важна при храните, които се консумират сурови, като такива продукти трябва да се почистват, обработва и съхраняват по начин, ограничаващ риска от замърсяване.

## Производство
Зеленчукопроизводството е важен подотрасъл на селското стопанство, като разнородния характер на зеленчуковите култури определя и различните технологии на производството им. Някои зеленчуци са многогодишни, но повечето са едногодишни или двугодишни растения, като обикновено реколтата се прибила в годината на засяването. Повечето технологии за отглеждане следват обща последователност на основните дейности – подготовка на почвата, чрез разрохкване, отстраняване или заравяне на плевелите и добавяне на торове; засяване на семена или засаждане на млади растения; грижи за насажденията по време на растежа, за да се ограничи въздействието на плевели и вредители и да се достави необходимата влага; събиране на реколтата; сортиране, съхранение и дистрибуция на продукцията.
Различните видове почви са подходящи за различни култури, но като цяло при умерен климат песъчливите почви изсъхват и се затоплят рано през пролетта и са подходящи за ранни култури, а тежките глини задържат влагата по-добре и са по-подходящи за късни култури. Вегетативният период може да се удължи с използването на мулч, политунели или парници. В по-горещите части на света зеленчукопроизводството е ограничено от климата, особено от сезонността на валежите, докато в умерените зони решаващи са температурите и продължителността на деня.
В традиционното земеделие и в домашни условия основни инструменти при отглеждането на зеленчуци са лопатата, мотиката и вилата, докато в съвременното производство се използва различен машинен инвентар. Наред с тракторите, той включва плугове, брани, сеялки, разсадосадачни машини, мотофрези, оборудване за напояване и комбайни. В отрасъла постепенно навлизат и нови технологии, като системи за компютърно наблюдение, GPS локатори и машини с автономно управление.

## Кулинарна употреба
Зеленчуците се консумират в големи количества от човека, освен в прясно и в преработено състояние – като сушени, замразени, консервирани, приготвени на туршии или мариновани, преработени като пюрета или сокове и други.